# Олівера Наковська-Бікова
Олівера Наковська-Бікова (мак. Оливера Наковска-Бикова; 1974, Битола) — македонська спортсменка, що спеціалізується на стрільбі.

## Біографія
Початкову та середню освіту здобула у рідному місті. У 2001 р у Данії стає чемпіоном Європи зі стрільби з пневматичного пістолета. На чемпіонаті світу, який проходив у Сеулі, Наковська стала найкращою у складі команди з трьох осіб, яка завоювала срібну медаль. Наковська також брала участь у Паралімпійських іграх в Афінах у 2004 році, де завоювала шосте місце у змаганнях з пневматичного пістолета. На чемпіонаті світу в швейцарському Саргансі мінімально поступилася у боротьбі за золоту нагороду, тоді як на Кубку Європи в Падуї показала перший результат зі світовим рекордом. Все це приносить їй перше місце у світовому рейтингу з дисципліни пневматичних пістолетів. На чемпіонаті світу з стрільби з лука для спортсменів з обмеженими можливостями у Загребі (2010) у дисципліні жіночий пневматичний пістолет Олівера Наковська-Бікова у змаганні з 26 спортсменів виборола 3 місце та бронзову медаль. Здобула золото Паралімпійських ігор у Лондоні 2012 року.